# Чермошное (Липецкая область)
Чермошно́е — село Слободского сельсовета Измалковского района Липецкой области, расположенное на реке Кривец. 
Население
2020 года: 287 человек

## География и достопримечательности
В селе находится Храм Никиты Мученика, построенный в 1830 году. На данный момент в нём работает только 1 комната (почти весь храм был разрушен монголо-татарами).
В селе находится каменный карьер, лес Сонин сад.
С 2016 года ежегодно в День защитника Отечества в селе Чермошное на берегу реки Кривец проводится фестиваль зимней рыбалки «По щучьему велению». В 2021 году был проведён 21 февраля, а в 2022 году не проводился в связи с запретом МЧС выхода на лёд
Литература
- Прохоров В. А. Липецкая топонимия. — Воронеж: Центрально-Чернозёмное книжное издательство, 1981. — 160 с.